# Live at the Olympia '96
Live at the Olympia '96 е двоен лайф албум на британската хардрок група Deep Purple. Записан е на Олимпийския стадион в Париж на 17 юни 1996 г., по време на турнето за албума Purpendicular и издаден през 1997 г. Това е единствения лайф албум на групата, където е включено парчето Maybe I'm a Leo (освен Deep Purple in Concert).

### Диск едно
1. "Fireball" – 5:01
2. Maybe I'm a Leo – 5:53
3. Ted the Mechanic (Гилан, Стив Морз, Глоувър, Лорд, Пейс) – 5:06
4. Pictures of Home – 5:58
5. "Black Night" – 7:33
6. "Cascades: I'm Not Your Lover" (Гилан, Морз, Глоувър, Лорд, Пейс) – 11:04
7. Sometimes I Feel Like Screaming (Гилан, Морз, Глоувър, Лорд, Пейс) – 7:24
8. Woman from Tokyo – 6:29
9. No One Came – 5:53
10. The Purpendicular Waltz (Гилан, Морз, Глоувър, Лорд, Пейс) – 5:11

### Disc 2
1. Rosa's Cantina (Гилан, Морз, Глоувър, Лорд, Пейс) – 6:18
2. Smoke on the Water – 9:24
3. When a Blind Man Cries – 7:17
4. Speed King – 11:45
5. "Perfect Strangers" – 6:43
6. Hey Cisco ((Гилан, Морз, Глоувър, Лорд, Пейс) – 7:27
7. Highway Star – 8:08

## Състав
- Иън Гилан – вокал
- Стив Морз – китара
- Роджър Глоувър – бас
- Джон Лорд – орган, клавишни
- Иън Пейс – барабани

и
- Винсънт Шавагняк – саксофон
- Кристиян Форкуе – тромбон
- Ерик Мула – тромпет